# Союз поляков в Германии
Союз поляков в Германии (пол. Związek Polaków w Niemczech, ZPwN, нем. Bund der Polen in Deutschland e.V.) — общественная организация польской диаспоры в Германии.

## История
Организация возникла 27 августа 1922 года. В периоде 1922—1939 её центральные органы были в Берлине, отделения — в Бохуме, Злотуве, Ольштыне и Ополе. Во время Второй мировой войны деятельность была запрещена нацистами. Постановление Совета министров Третьего рейха, принятое 27 февраля 1940 года, запретило организацию и конфисковало её активы. Наиболее известные активисты были расстреляны нацистами, примерно 1200 членов были заключены в концентрационных лагерях Третьего рейха.
После войны в 1945 году организация была возрождена в западной части Германии, оккупированной войсками США, Великобритании и Франции. Головной офис организации первоначально был во Франкфурте-на-Майне, с 1956 года находится в Бохуме.

## Известные члены
- Скала, Ян (1889—1945), серболужицкий писатель, поэт, публицист и общественный деятель.